# Área metropolitana de San Cristóbal
El Área metropolitana de San Cristóbal o Gran San Cristóbal como también se le conoce; es el área urbana conformada por las ciudades de San Cristóbal del municipio homónimo y las ciudades de Táriba del municipio Cárdenas, Palmira; municipio Guásimos, San Josecito en el municipio Torbes y los centros poblados circundantes en las adyacencias a estas ciudades, en especial las localidades de Las Vegas de Táriba, Arjona, Caneyes, Patiecitos, Peribeca y otros pueblos menores dentro del estado Táchira en Venezuela. En menor medida las poblaciones de Cordero, Capacho Viejo, Capacho Nuevo cuyas economías todas dependen en gran medida de San Cristóbal.

## Demografía

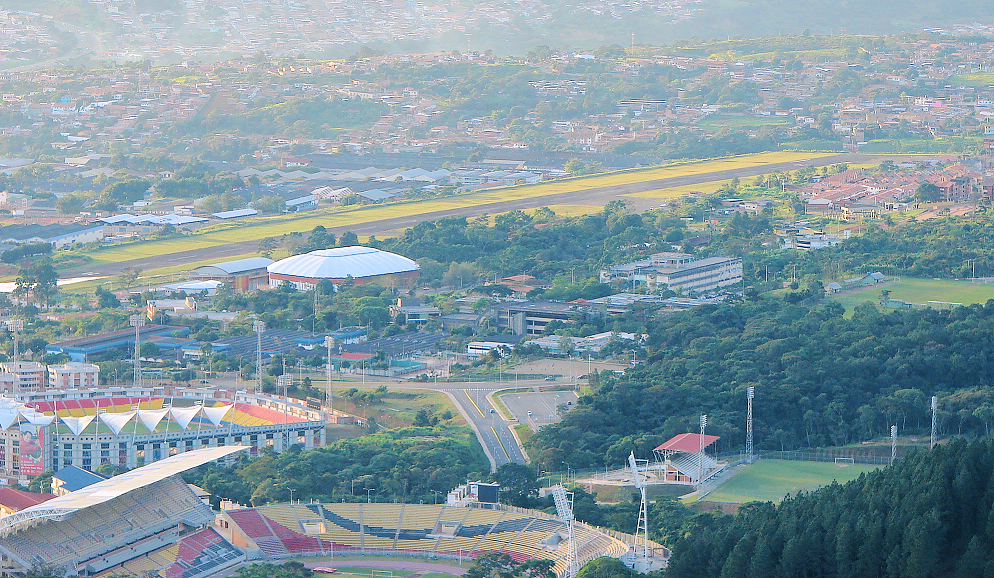
En primer plano el norte de San Cristóbal, en segundo plano se encuentra Táriba El crecimiento demográfico en el área metropolitana se presenta con mayor intensidad en los municipios circundantes al núcleo principal sancristobalense; como Cárdenas y Torbes, siendo el municipio capital el centro económico, comercial y laboral donde hacen vida la mayoría de los habitantes de toda la conurbación.

Los resultados arrojados por el último Censo de Población y Vivienda 2001 llevado a cabo por el INE (Instituto Nacional de Estadística de Venezuela), mostraron una acelerada tasa crecimiento en todas las ciudades dormitorio alrededor de San Cristóbal; donde el crecimiento en términos comparativos fue mucho menor. Esto se explica por la relativa cercanía entre todos estos municipios respecto de la capital estatal, y de igual manera la excelente interconexión vial entre todas estas ciudades; factor que brinda una gran ventaja a aquellas personas que viven a las afueras; de llegar en un corto período de tiempo a núcleo laboral establecido en la ciudad, y al final del día regresar a sus hogares lejos del trajín citadino. Este hecho se queda comprobado luego que muchas empresas constructoras han marcado un auge en la construcción de urbanizaciones privadas a las afueras de la ciudad, la mayoría ubicadas en el municipio Cárdenas y el municipio Independencia donde las patentes tributarias municipales son mucho menores, al igual que el pago de impuestos residenciales y comerciales; situación que hace mucho más atractivas todas estas zonas para la industria de la construcción.
La población del área metropolitana para el año 2020 es de 641 852 hab. A pesar de pertenecer a municipios diferentes, la gran mayoría de los habitantes del área metropolitana se identifican como sancristobalenses, fenómeno que hasta cierto punto ha ayudado a consolidar una identidad común en todos los llamados municipios metropolitanos del Táchira. Este nivel de integración queda de manifiesto tanto a nivel cotidiano como en fechas festivas y los eventos propios de cada población; muchos residentes de San Cristóbal asisten por igual a las fiestas tradicionales de los Reyes Magos en Capacho, o a las ferias de la Virgen de La Consolación de Táriba; es normal para muchos habitantes de la conurbación pasar un domingo familiar en Peribeca. La existencia de una red vial consolidada entre todos los municipios metropolitanos ha favorecido esta integración.

## Entorno urbano

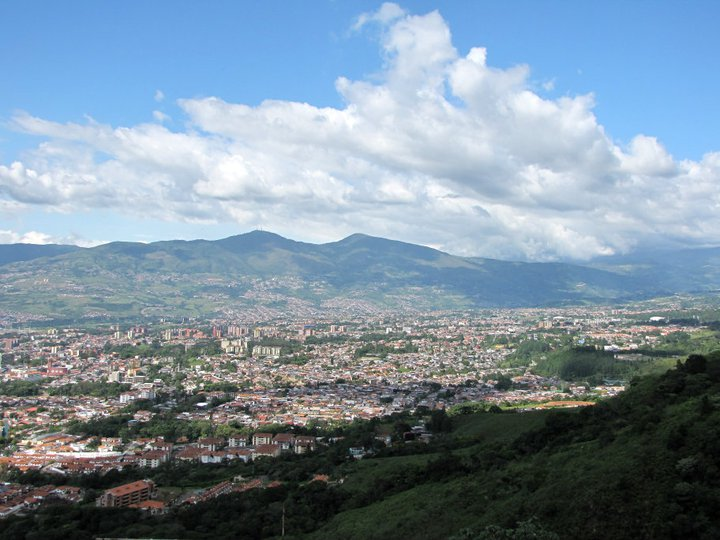
542Panorama de la ciudad

El área metropolitana San Cristóbal se asienta sobre el amplio valle del río Torbes y la gran terraza aluvial del mismo, sirviendo este río de eje desde el cual se irradian la mayoría de las unidades urbanas que conforman el conglomerado.
El extremo sur se encuentra a 472 m s. n. m. y es donde se encuentra el sector Vega de Aza, a las afueras de San Josecito. Hacia el norte adentrándose en la cordillera andina se ubican las poblaciones de Cordero y Palmira, a una altitud promedio de 1200 m s. n. m., alcanzando el punto más alto de la geografía conurbada el sector Monte Carmelo a 1 646 m s. n. m., en los límites de la ciudad de Palmira.
Hacia el oeste se encuentran Libertad e Independencia, también conocidos en el argot popular como "Capacho" indistintamente; esto debido a que en el pasado ambas poblaciones conformaban un solo asentamiento, dividido posteriormente como consecuencia de un gran terremoto que las separó geográficamente; no obstante como resultado de la expansión urbana experimentada en las últimas décadas, estas dos poblaciones se encuentran fusionadas totalmente en la actualidad. Del mismo modo se asientan en esta zona varios núcleos poblacionales secundarios como Zorca, El Valle, Berlín (ubicado en el municipio Junín), Peribeca, Tucapé, Caneyes, El Tambo (ubicado en el municipio Córdoba). Se estima que estos dos últimos municipios se incorporen en el futuro a la conurbación, debido a la continua expansión de las áreas urbanizadas desde la Gran San Cristóbal hacia sus respectivas capitales (las ciudades de Rubio y Santa Ana del Táchira).